# Kopalnia Węgla Kamiennego „Arthur-de-Buyer”
Kopalnia Węgla Kamiennego „Arthur-de-Buyer” (lub kopalnia #11) − zlikwidowana kopalnia węgla kamiennego zlokalizowana we Francji w gminie Magny-Danigon (region administracyjny Franche-Comté, departament Górna Saona). Budowę kopalni rozpoczęto w roku 1894, natomiast wydobycie prowadzono w latach 1900–1950. W latach 20. XX wieku, kopalnia ta jako pierwsza we Francji, rozpoczęła wydobycie z głębokości przekraczającej 1000 m (dokładnie: 1010 m). Do dziś terenu oraz zabudowań dawnej kopalni nie zagospodarowano – pozostały z niej ruiny oraz kamienie wskazujące lokalizację zlikwidowanych szybów.

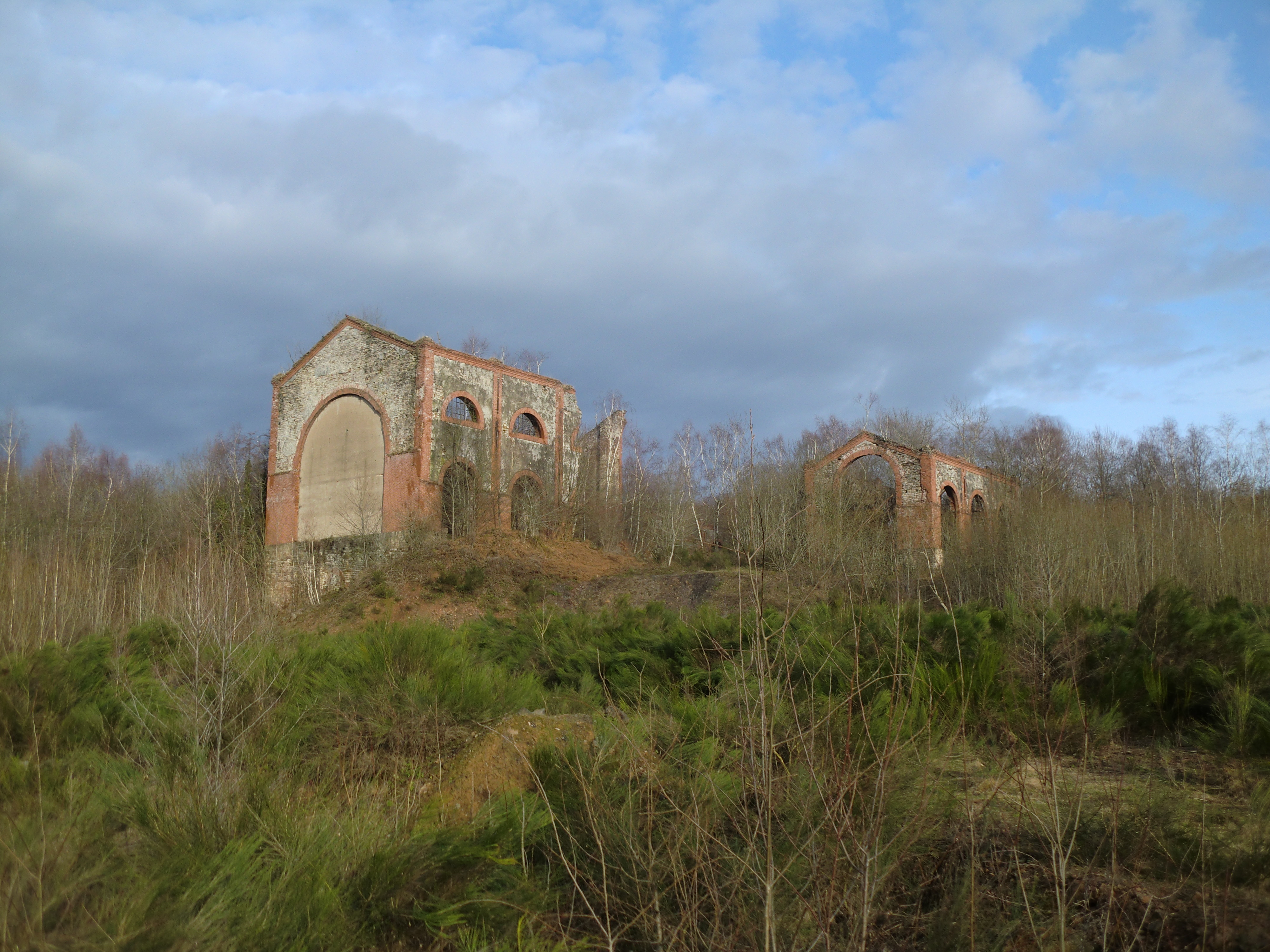
Stan obecny
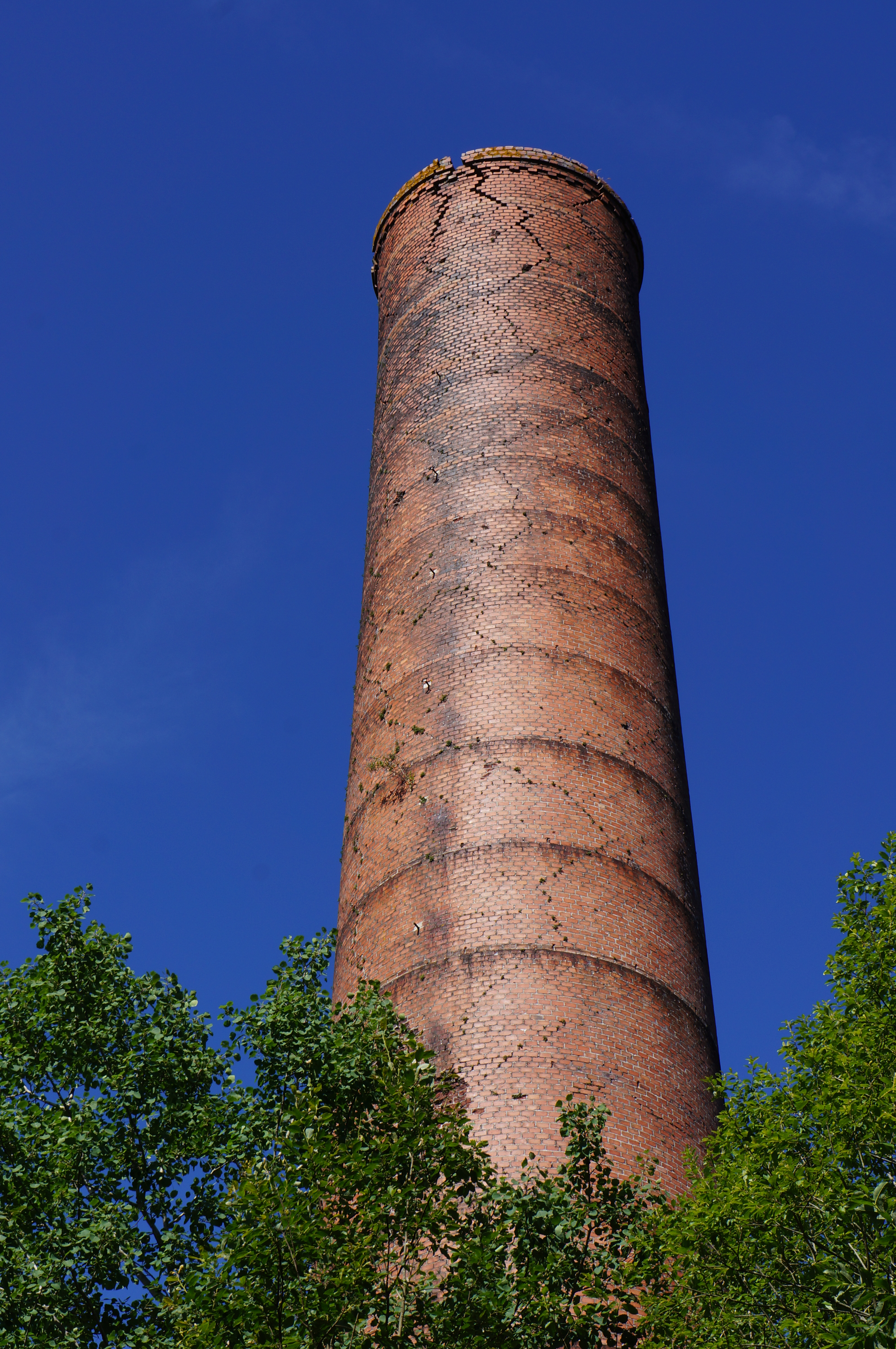
Zachowany komin
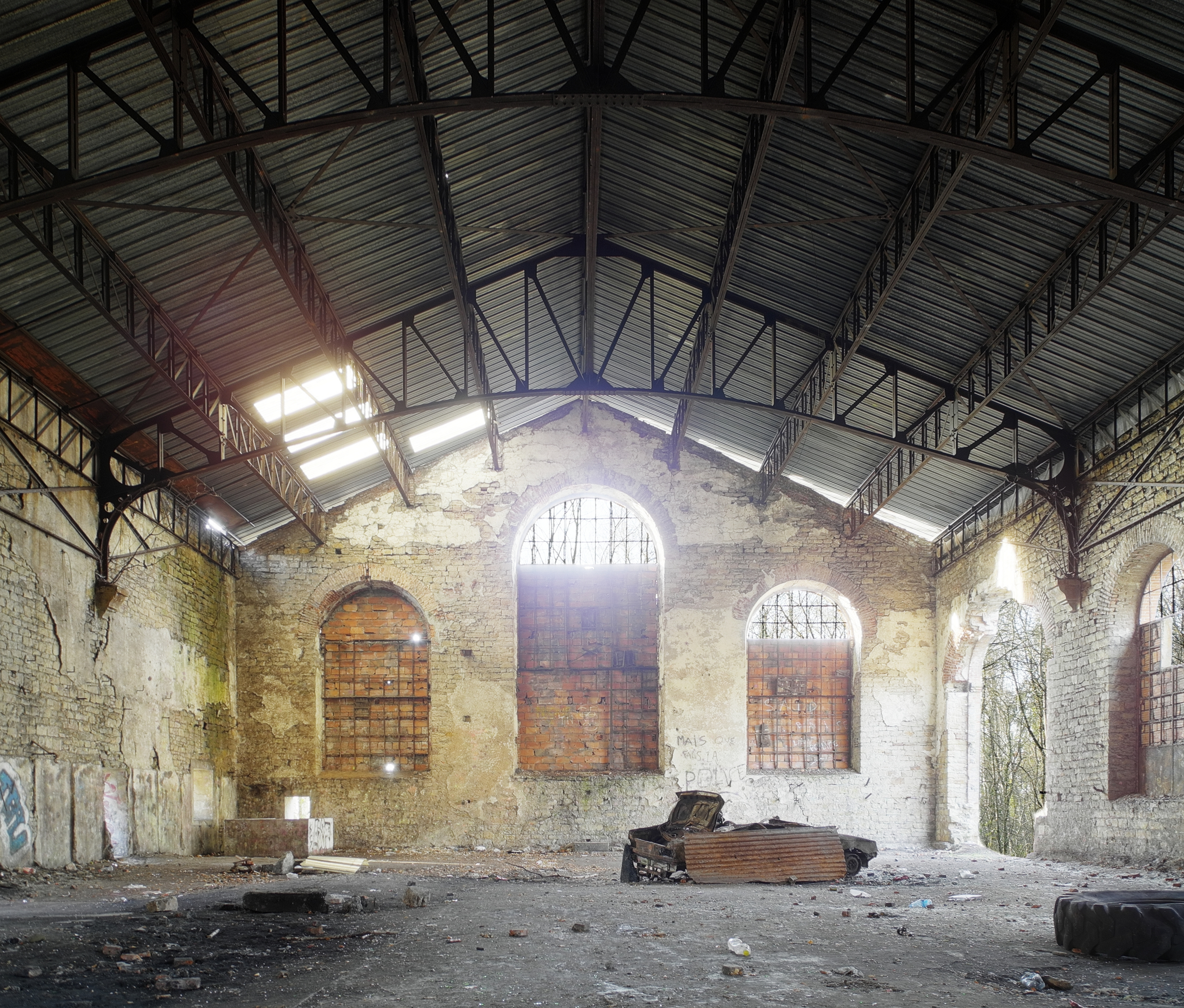
Dawna szatnia
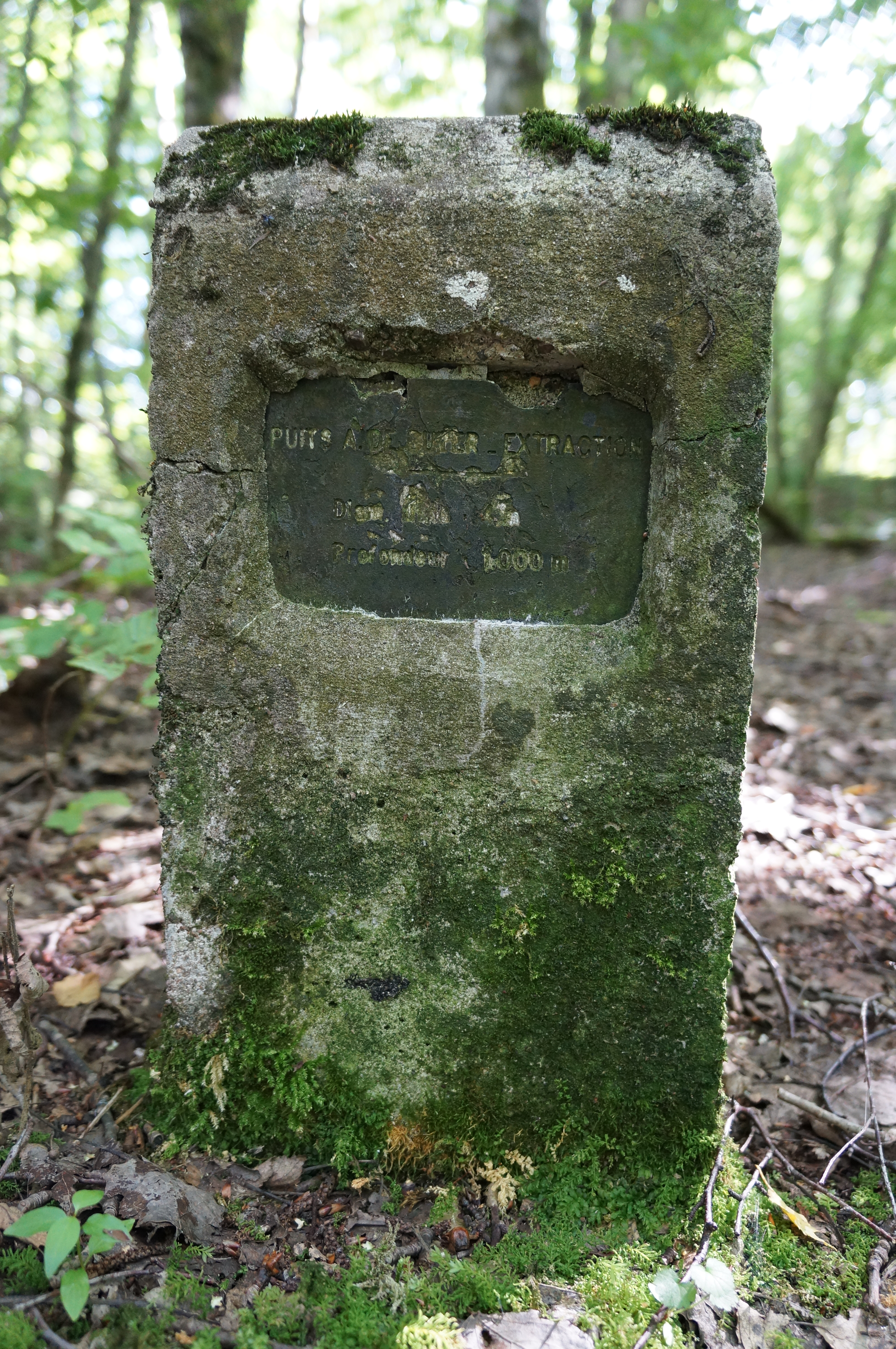
Kamień wskazujący lokalizację zlikwidowanego szybu "A"
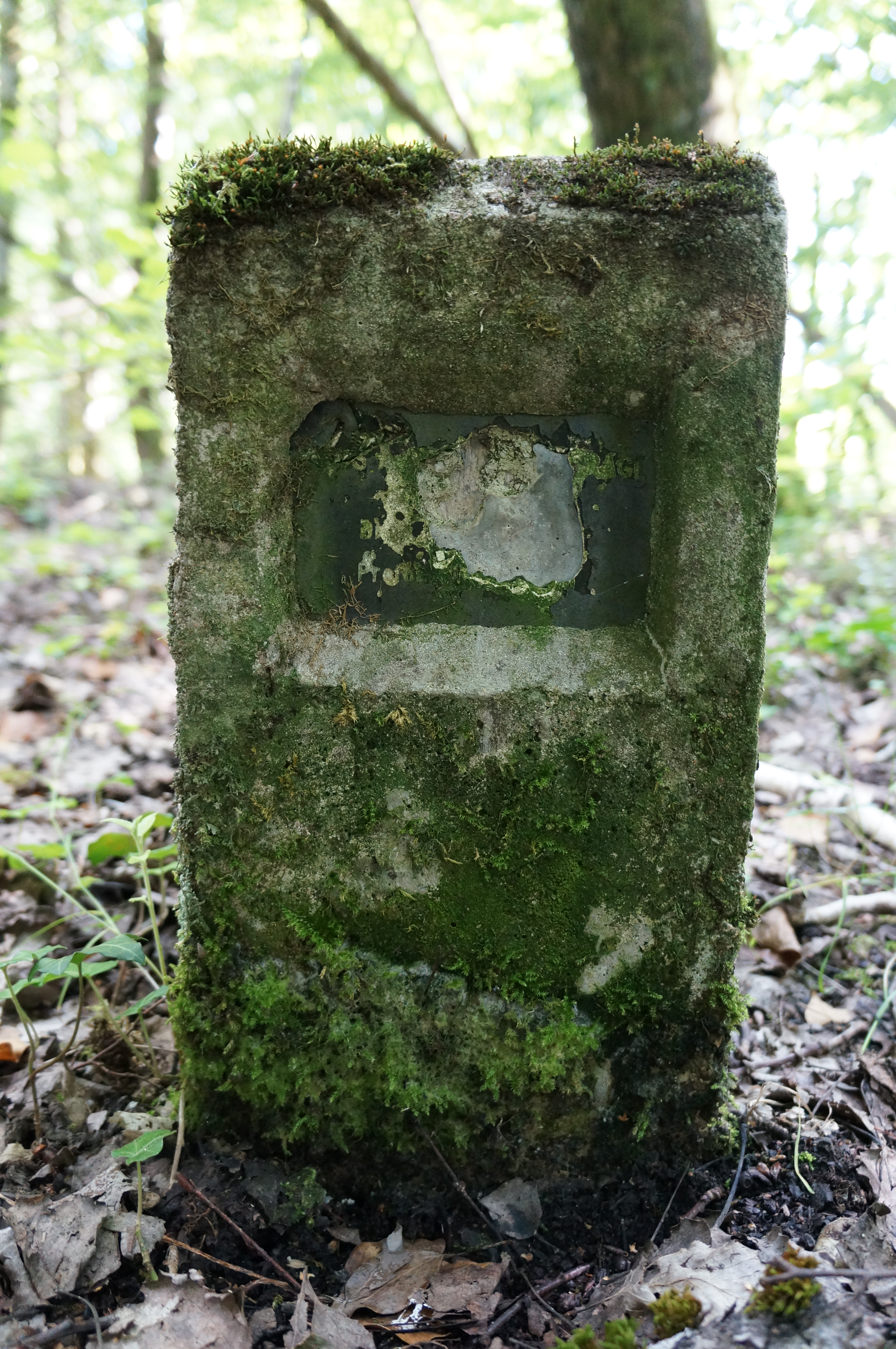
Kamień wskazujący lokalizację zlikwidowanego szybu "B"